# Método de Sulzberger
O método de Sulzberger é um método de análise de estruturas desenvolvido para verificar a segurança de fundações de estruturas lineares verticais quando sujeitas a acções transversais.
Neste tipo de estruturas encontram-se postes de electricidade, de telecomunicações e eliminação, bem como certos tipos de cartazes publicitários, quando sujeitos à acção do vento.
Nos casos em que as fundações assumem a forma de blocos de betão armado, no ponto de vista prático o método é usado para dimensionar os maciços de fundação de cada poste.